# Kaloukones
Die Kaloukones (eingedeutscht Kalukonen; lateinisch Calucones; altgriechisch Καλούκονες oder altgriechisch Καλούκωνες) waren ein antiker Volksstamm, der nur von Claudius Ptolemaeus in seiner Geographike im elften Kapitel des zweiten Buches zur Germania magna überliefert ist. Die Kaloukones waren um 150 n. Chr. den Silingen benachbart. Ihr Siedlungsgebiet lag wohl beim heutigen Riesa an der Elbe in Sachsen.